# Canario rojo
Canario rojo es una película en blanco y negro de Argentina dirigida por Julio Porter según su propio guion sobre la obra Carlos III y Ana de Austria, de Manfred Roessner que se estrenó el 21 de julio de 1955 y que tuvo como protagonistas a Elder Barber, Alberto Dalbes, Héctor Calcaño y Luis Dávila. Con esta película se presenta a Elder Barber, una cantante muy famosa y pionera de la música juvenil argentina. Colaboró también Otto Weber en la escenografía. 

## Sinopsis
Una muchacha aplazada en su examen acosa a su profesor de música.

## Reparto
- Elder Barber
- Alberto Dalbes
- Héctor Calcaño
- Luis Dávila
- Morenita Galé
- Beatriz Bonnet
- Don Pelele
- Fernando Siro
- Amalia Bernabé
- Luis García Bosch
- Marcos Zucker
- Vassili Lambrinos
- Amalia Britos
- Pablo Cumo
- Nelly Láinez
- Víctor Martucci
- Pascual Nacaratti
- Humberto de la Rosa
- Alejandro Lao
- Carlos Lao
- Festik Kuc …Extra
- Elena Cruz
- Mario Savino
- Blanca Azucena Minotti

## Comentarios
Noticias Gráficas comentó que el filme era un:

”Conglomerado anárquico de cosas.”